# گرین‌ویل (ایلینوی)
گرین‌ویل، ایلینوی (به انگلیسی: Greenville, Illinois) یک شهر در ایالات متحده آمریکا با جمعیت ۷٬۰۰۰ نفر است که در ایلی‌نوی واقع شده‌است.